# Collège István-Bibó
Pour les articles homonymes, voir István Bibó et Bibo (homonymie).
Le collège István-Bibó (en hongrois : Bibó István Szakkollégium) de Budapest est un collège d'études supérieures hongrois rattaché à la faculté de droit et d'administration de l'université Loránd-Eötvös à Budapest.
Il porte le nom d'István Bibó.